# Église Saint-Jacques de Douai

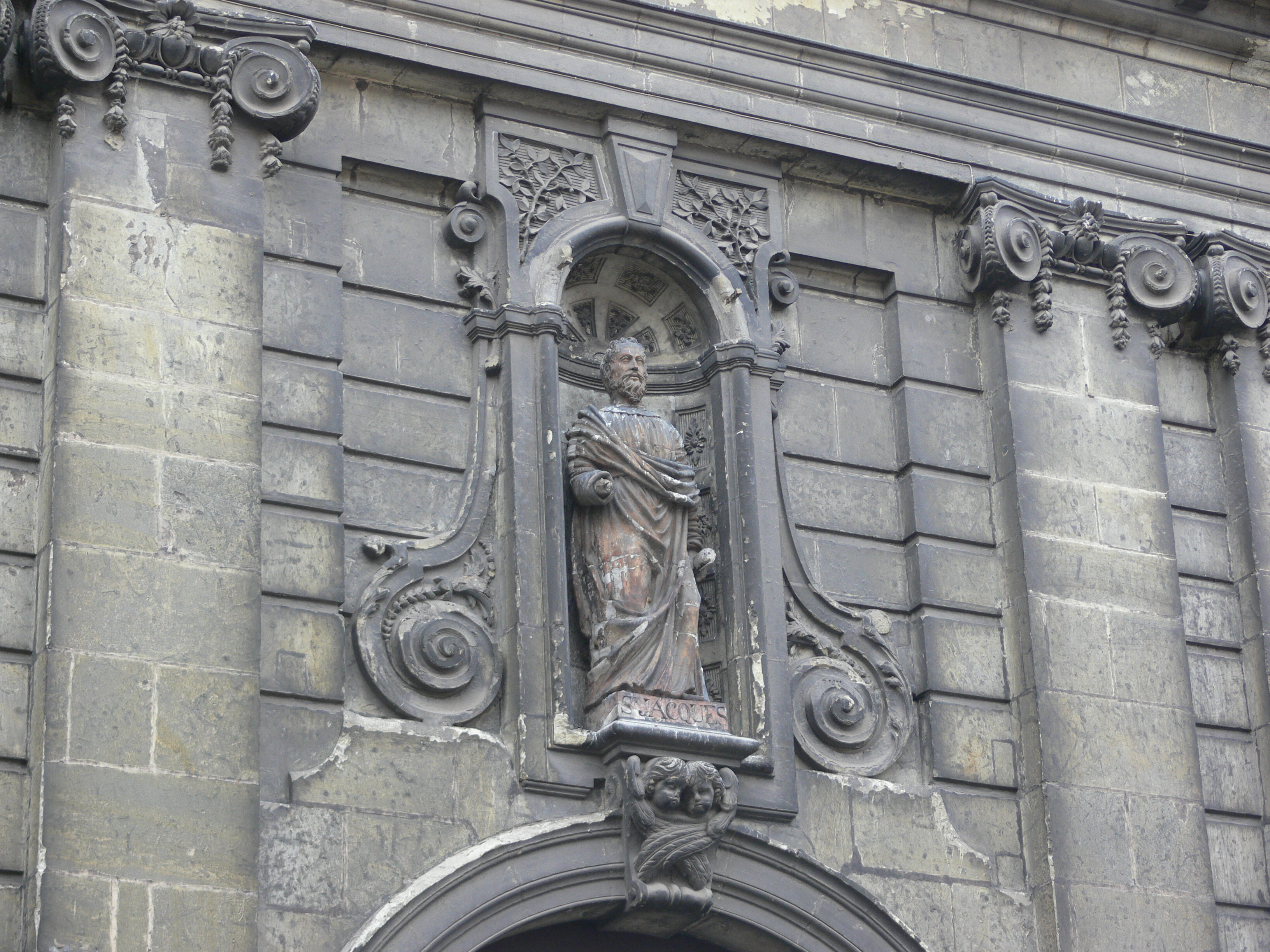
Détail de la façade.

L'église Saint-Jacques est une église catholique située à Douai, en France.

## Localisation
L'église est située dans le département français du Nord, sur la commune de Douai.

## Historique
Deux bâtiments ont porté le titre d'église Saint-Jacques de Douai. Le nom ferait référence à un bourgeois de la ville, Jacques Painmouillé.

### Première église Saint-Jacques
Histoire
L'église était située, à l'origine, sur l'actuelle place Carnot et bâtie en architecture gothique. Elle dessert la paroisse Saint-Jacques, créée en 1225 à partir de la paroisse de la collégiale Saint-Pierre. L'édifice est reconstruit au cours du XVIIe siècle. Le cimetière et l'église sont des lieux de sépulcre du XIIIe siècle à la Révolution et plus de 19 000 enterrements y sont recensés de 1647 à 1790. Richard White de Basingstoke et Matthew Kellison (en) y ont reposé. L'église est désaffectée à la Révolution, puis vendue et démolie en 1797. De 1845 à 1847, les pierres des fondations sont prélevées durant l'activité des chantiers nationaux.
Fouilles archéologiques
Des fouilles sont entreprises en 2007 par la Direction de l'archéologie préventive de la Communauté d'agglomération de Douaisis, avant les travaux du tramway sur la place Carnot. L'église et le cimetière paroissial ont été retrouvés et 1892 sépultures ont été dégagées.
La pierre tombale  de Matthew Kellison et le cœur d'Anne de Lens furent découverts. Le reliquaire d' Anne d'Aix dite de Lens- Aubigny contenait un cœur embaumé portant les mentions « Ci-dedans repose le cœur de noble dame Anne de Lens, femme de messire Adrien de Dion... du dit lieu Wandosme... laquelle trépassa le Xe de novembre 1580 » .

### Seconde église Saint-Jacques
Une ancienne chapelle monacale reprend le nom d'église Saint-Jacques. Située entre la rue des Récollets-Anglais et la rue du Pont-des-Pierres, elle est agrandie de 1852 à 1854 par l'architecte diocésain Alexandre Grigny. L'édifice est classé au titre des monuments historiques en 1995.
En 2011, elle est fermée, en raison du risque d'effondrement de sa coupole centrale, en attendant sa restauration.

### Relique deJacques dit le Majeur
En raison des commémorations des 1200 ans du pèlerinage de Saint-Jacques-de-Compostelle et du classement en 1998 sur la liste du patrimoine mondial de l'Unesco des chemins de Compostelle en France, le Ministère de la Culture s'est chargé des recherches sur les reliques de Jacques dit le Majeur. Sa tête se trouve toujours à Arras mais au Moyen Âge des morceaux ont été donnés à Aire-sur-la-Lys, Boulogne-sur-Mer et Douai.
La relique, une arcade sourcilière, était oubliée de tous et fut retrouvée en 2012 dans l'église Saint-Jacques de Douai, fermée pour cause d'effondrement.
La relique sera désormais exposée dans la collégiale Saint-Pierre rénovée, pour les commémorations des 500 ans de la tour de cette église.

## L'orgue
En 1880 une famille de la paroisse offre généreusement le Grand-Orgue. Construit  par Pierre Schyven et installé derrière un buffet provisoire en sapin, il est constitué de 3 claviers, 1 pédalier et 44 jeux et environ 2700 tuyaux. Vers 1900, Cavaillé-coll restaure l'orgue et installe des nouveaux systèmes. Il ne sera plus restauré ensuite.

### Composition de l'orgue
| I. Grand Orgue (56 notes) | II. Positif (expressif, 56 notes)                                                                                                  | III. Récit (expressif, 56 notes) | Pédale (30 notes) |
| --- | --- | --- | --- |
| Montre 16 Bourdon 16 Montre 8 Bourdon 8 Flûte harmonique 8 Gambe 8 Prestant 4 Flûte 4 Quinte 2 2/3 Plein-jeu 4 Rgs Cornet 5 Rgs Bombarde 16 Trompette 8 Clairon 4 | Quintaton 16 Principal 8 Bourdon 8 Salicional 8 Unda Maris 8 Octave 4 Sesquiahera 2 Rgs Trompette 8 Clarinette 8 Basson-Hautbois 8 | Diapason 8 Flûte traversière 8 Viole de Gambe 8 Voix céleste 8 Flûte Octaviante 4 Nazard 2 2/3 Octavin harmonique 2 Fourniture 3-4 Rgs Basson 16 Trompette 8 | Bourdon 32 Contrebasse 16 Soubasse 16 Flûte 8 Bourdon 8 Bombarde 16 Trompette 8 Clairon 4 3 tirasses 4 accouplements unisson octaves graves 2 trémolos 4 appels d'Anches Tutti |